# Bazifilní rostliny
Bazifilní rostliny čili bazifyty jsou rostliny vyžadující nebo snášející zásadité půdy o pH v rozmezí 7,5-11. V praxi dosti blízký význam má také kalcifilní rostlina neboli kalcikolní rostlina čili kalcifyt, což je vápnomilná (vápnobytná) rostlina, tedy rostlina vyžadující relativně vysoký výskyt Ca a Mg iontů v půdě. Příkladem bazifilních rostlin je třeba lomikámen latnatý (Saxifraga paniculata), dryádka osmiplátečná (Dryas octopetala), okrotice červená (Cephalanthera rubra), kruštík tmavočervený (Epipactis atrorubens) aj. Jiné rostliny nejsou tak vyhraněné, jsou to mírné bazifyty preferující spíše vápnité půdy, ale mohou růst i na mírně kyselých.

## Společenstva
Na vápnitých substrátech se vytvářejí společenstva rostlin, kde dominují bazifilní či bazitolerantní rostliny. Příkladem jsou např. vápnomilné bučiny (as. Cephalanthero-Fagetum), pěchavové lipiny (as. Seslerio-Tilietum), perialpidské bazifilní teplomilné doubravy (např. as. Corno-Quercetum, Pruno mahaleb-Quercetum pebescentis). Z nelesních společenstev pak třeba pěchavové trávníky (sv. Diantho lumnizeri-Seslerion), bazifilní vegetace efemér a sukulentů (sv. Alysso-Sedion albi), vegetace vápnitých skal aj.

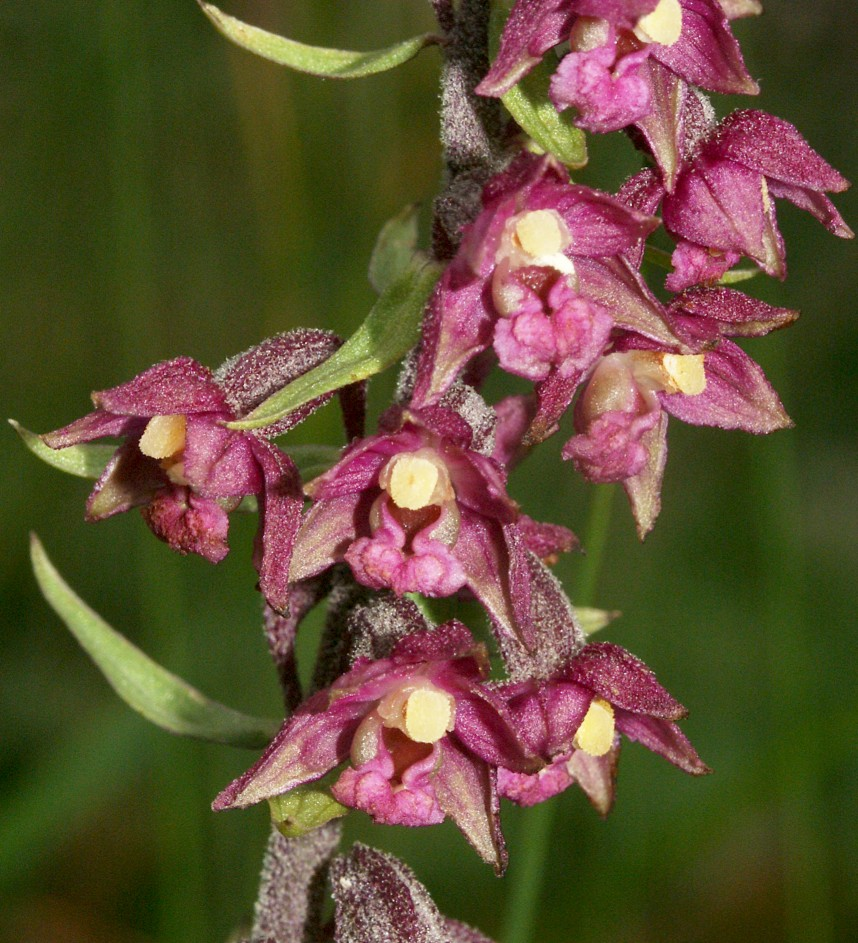
kruštík tmavočervený (Epipactis atrorubens)
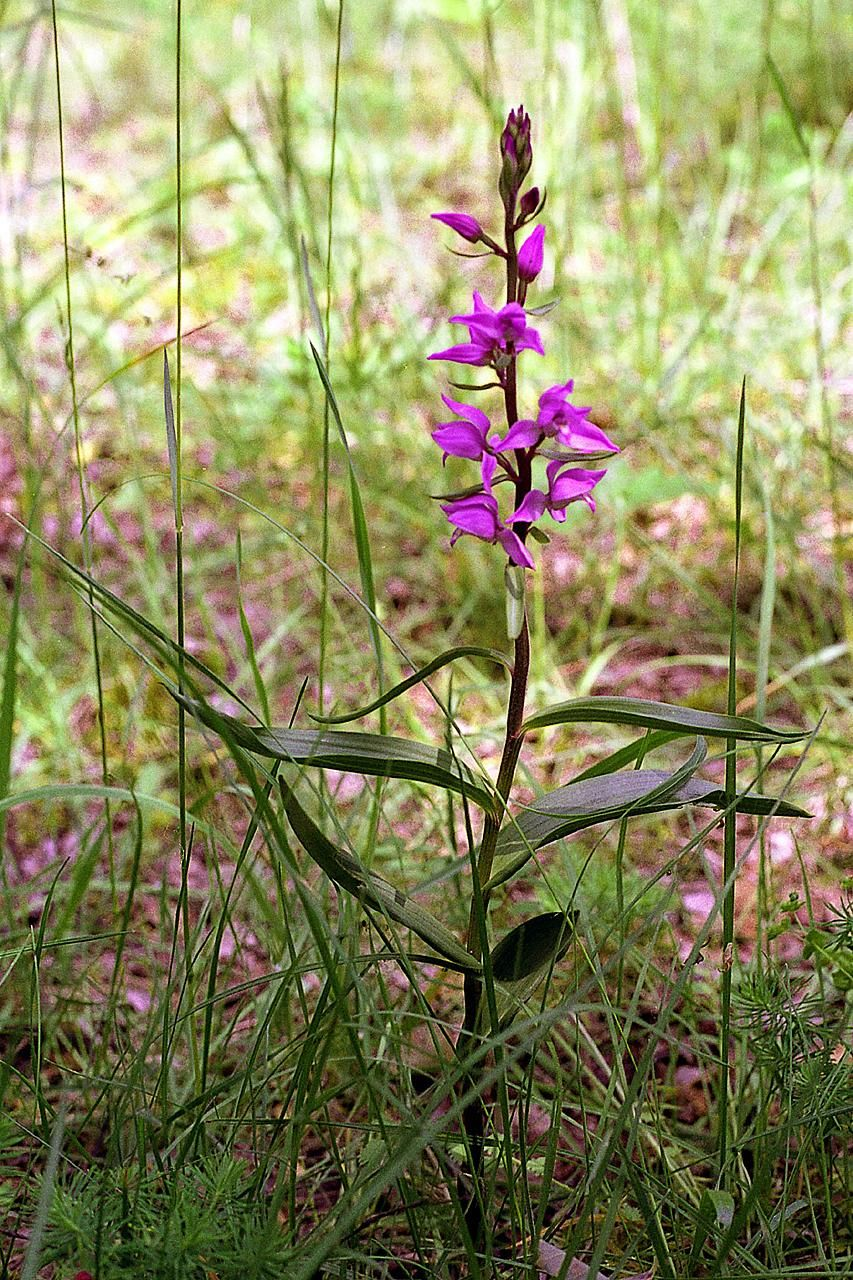
okrotice červená (Cephalanthera rubra)
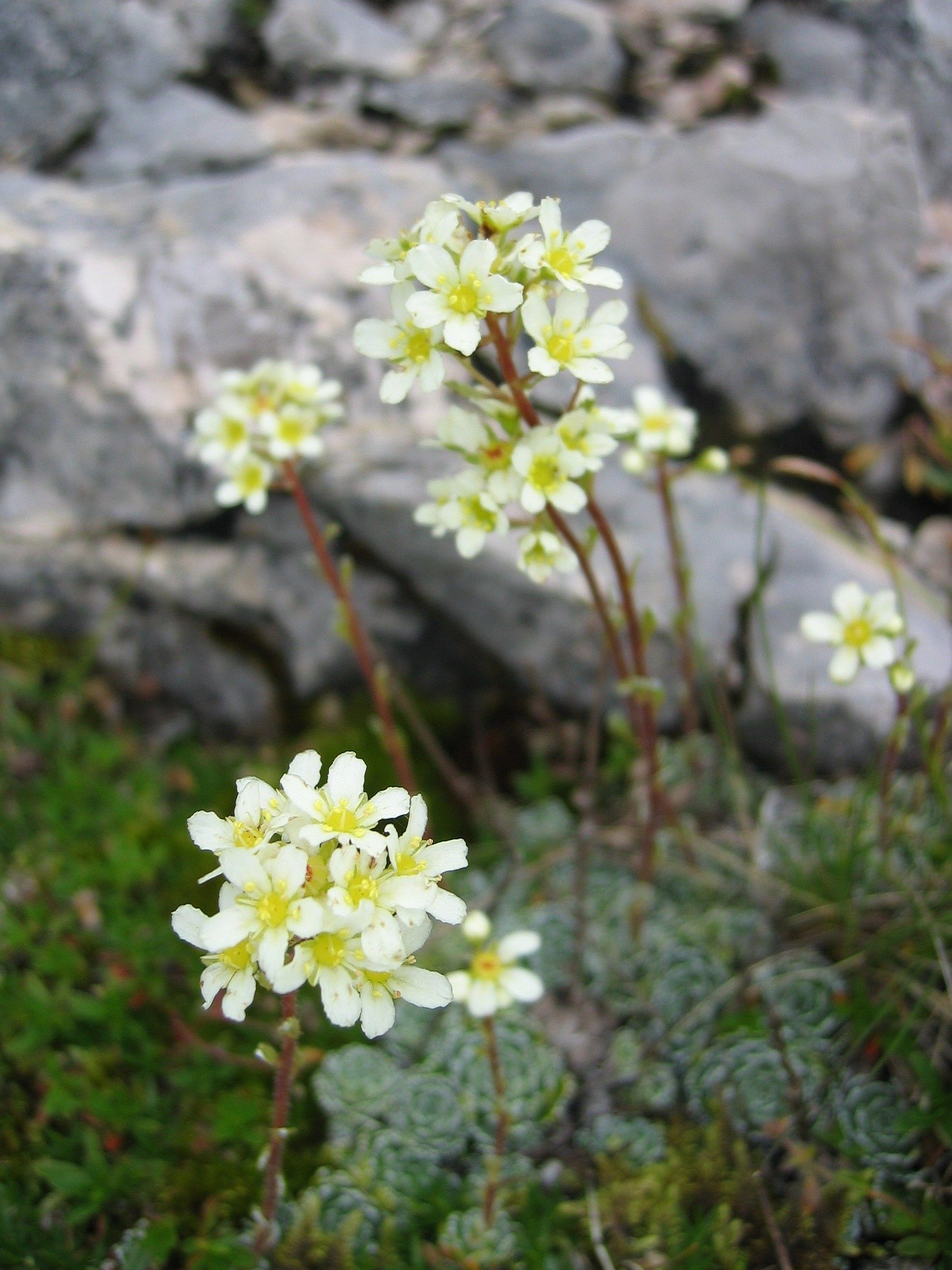
lomikámen latnatý (Saxifraga paniculata)
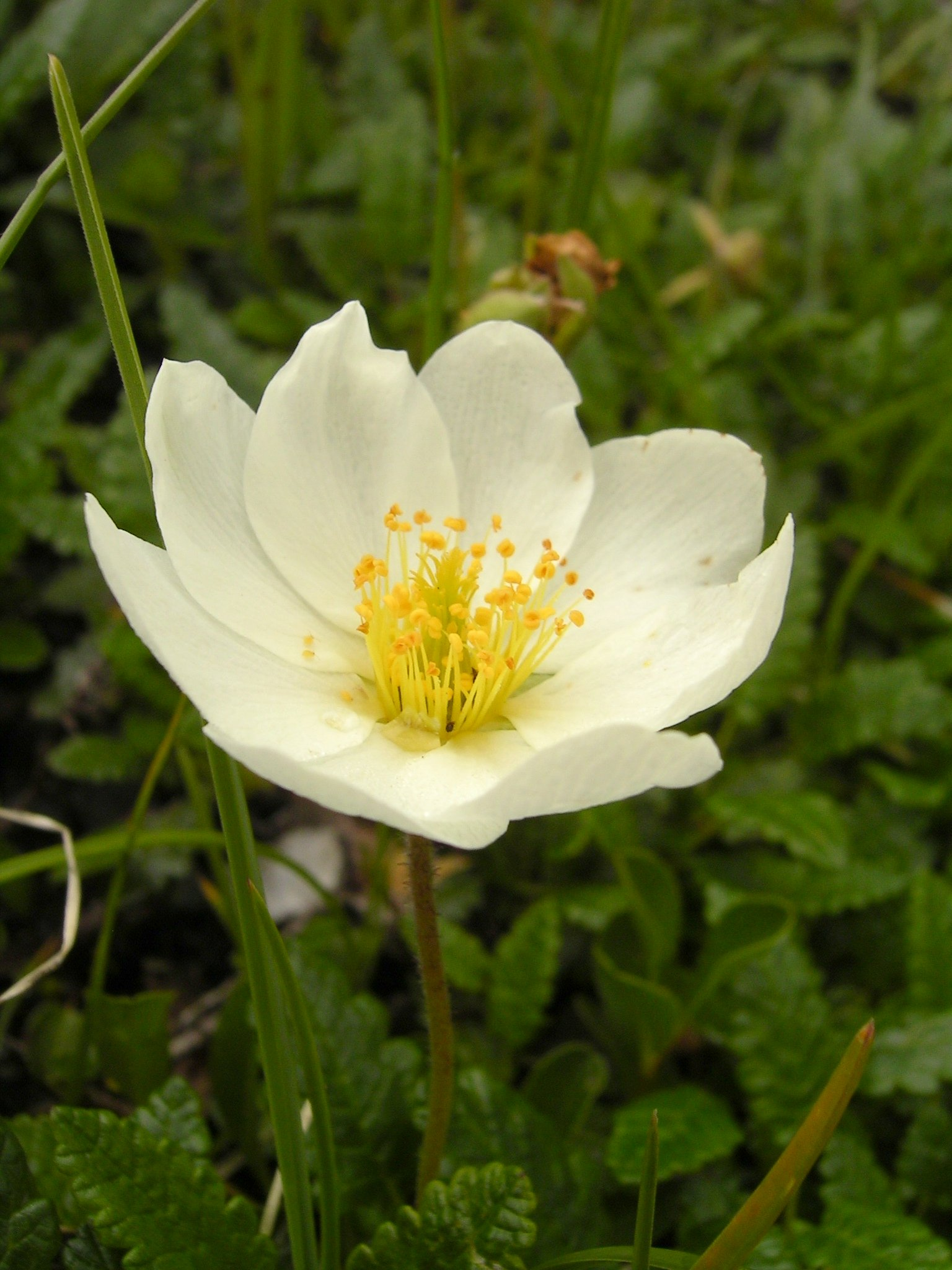
dryádka osmiplátečná (Dryas octopetala)